# 天塔駅
天塔駅（てんとう-えき）は中華人民共和国天津市南開区に位置する天津地下鉄3号線の駅。

## 駅構造
- 島式ホーム1面2線の地下駅で、ホームドア完備。出口はB～Dの3箇所ある。

## 歴史
- 2012年10月1日 - 開業。[1]

## 隣の駅
■天津地下鉄3号線
周鄧紀念館駅 - 天塔駅 - 呉家窯駅

## 参考
1. ↑  “地铁2、3号线公示最新站名 2号线：曹庄—空港”.   天津北方網. 2017年3月4日閲覧。